# Toyota Avensis
O Avensis é um sedan de porte médio da Toyota desenvolvido para o mercado europeu.
Algumas versões foram equipadas com transmissão continuamente variável (Câmbio CVT).

## Galeria
- 1ª geração (1997-03)
- 2ª geração (2003-09)
- 3ª geração (2009-18)